# Públio Cornélio Maluginense (tribuno consular em 404 a.C.)
Públio Cornélio Maluginense (em latim: Publius Cornelius Maluginensis) foi um político da gente Cornélia nos primeiros anos da República Romana, eleito tribuno consular em 404 a.C.. Era filho de Marco Cornélio Maluginense, cônsul em 436 a.C., e pai de Públio Cornélio Maluginense, tribuno consular em 397 e 390 a.C. e cônsul em 393 a.C., de Sérvio Cornélio Maluginense, tribuno consular por sete vezes entre 386 e 368 a.C., e de Marco Cornélio Maluginense, tribuno consular em 369 a.C.

## Tribuno consular (404 a.C.)
Em 404 a.C., foi eleito tribuno consular com Caio Valério Potito Voluso, Cneu Cornélio Cosso, Cesão Fábio Ambusto, Mânio Sérgio Fidenato e Espúrio Náucio Rutilo.
Roma, enquanto continuava o cerco a Veios iniciado no anterior, voltou suas atenções aos volscos, que foram derrotados numa batalha campal entre Ferentino e Ecetra. Os romanos conseguiram conquistar a cidade volsca de Artena, graças principalmente à traição de um escravo, que indicou aos soldados uma passagem que levava diretamente à fortaleza e a partir da qual puderam atacar os defensores.
Finalmente, os romanos estabeleceram uma colônia em Velletri (Velletriae).